# Diptychophora huixtla
Diptychophora huixtla là một loài bướm đêm trong họ Crambidae.